# Berggran
Berggran eller klippgran (Abies lasiocarpa) är en tallväxtart som först beskrevs av William Jackson Hooker, och fick sitt nu gällande namn av Thomas Nuttall. Klippgran ingår i släktet ädelgranar och familjen tallväxter. Arten förekommer tillfälligt i Sverige, men reproducerar sig inte.

## Förekomst
Arten förekommer i västra och centrala Nordamerika, främst från Yukon (Kanada) till Arizona och New Mexico (båda USA). Mindre avskilda populationer hittas i östra Alaska och norra Kalifornien. Berggran växer främst i bergstrakter upp till 3500 meter över havet men den förekommer även i låglandet. I Klippiga bergen bildas ofta öppna skogar eller trädgrupper tillsammans med berghemlock och engelmannsgran. Närmare havet bildas vanligen trädgrupper tillsammans med arter av tallsläktet och andra arter av ädelgranssläktet.
Klimatet i norra delen av utbredningsområdet är fuktigt och i syd förekommer torrt klimat. Årsnederbörden varierar därför mellan 3 000 och 500 mm.

## Bevarandestatus
För beståndet är inga hot kända. Berggran är vanligt förekommande. Av samma släkte är endast balsamgran talrikare i Nordamerika. IUCN kategoriserar arten globalt som livskraftig.

## Underarter
Arten delas in i följande underarter:
- A. l. arizonica
- A. l. lasiocarpa

## Bildgalleri

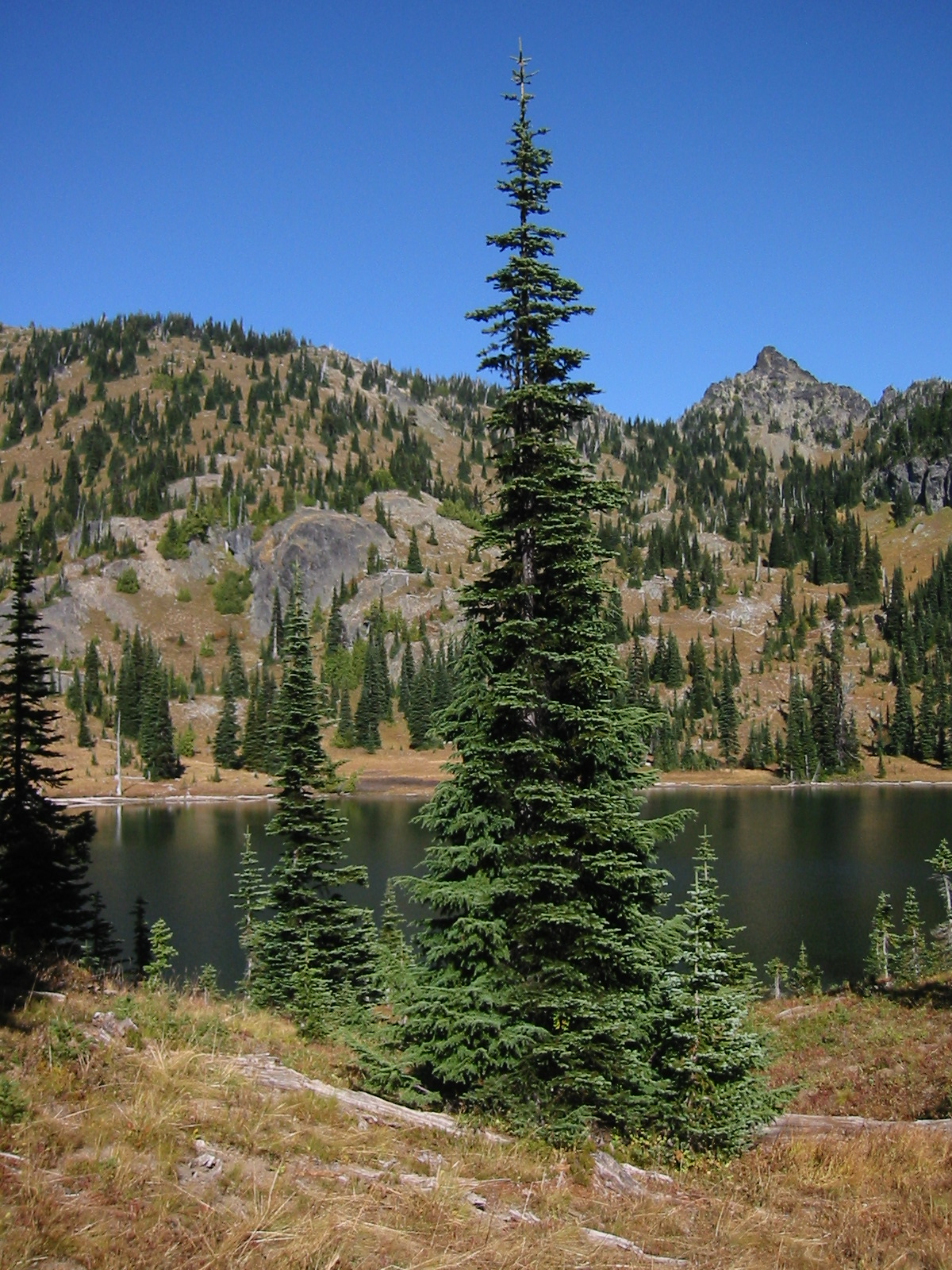
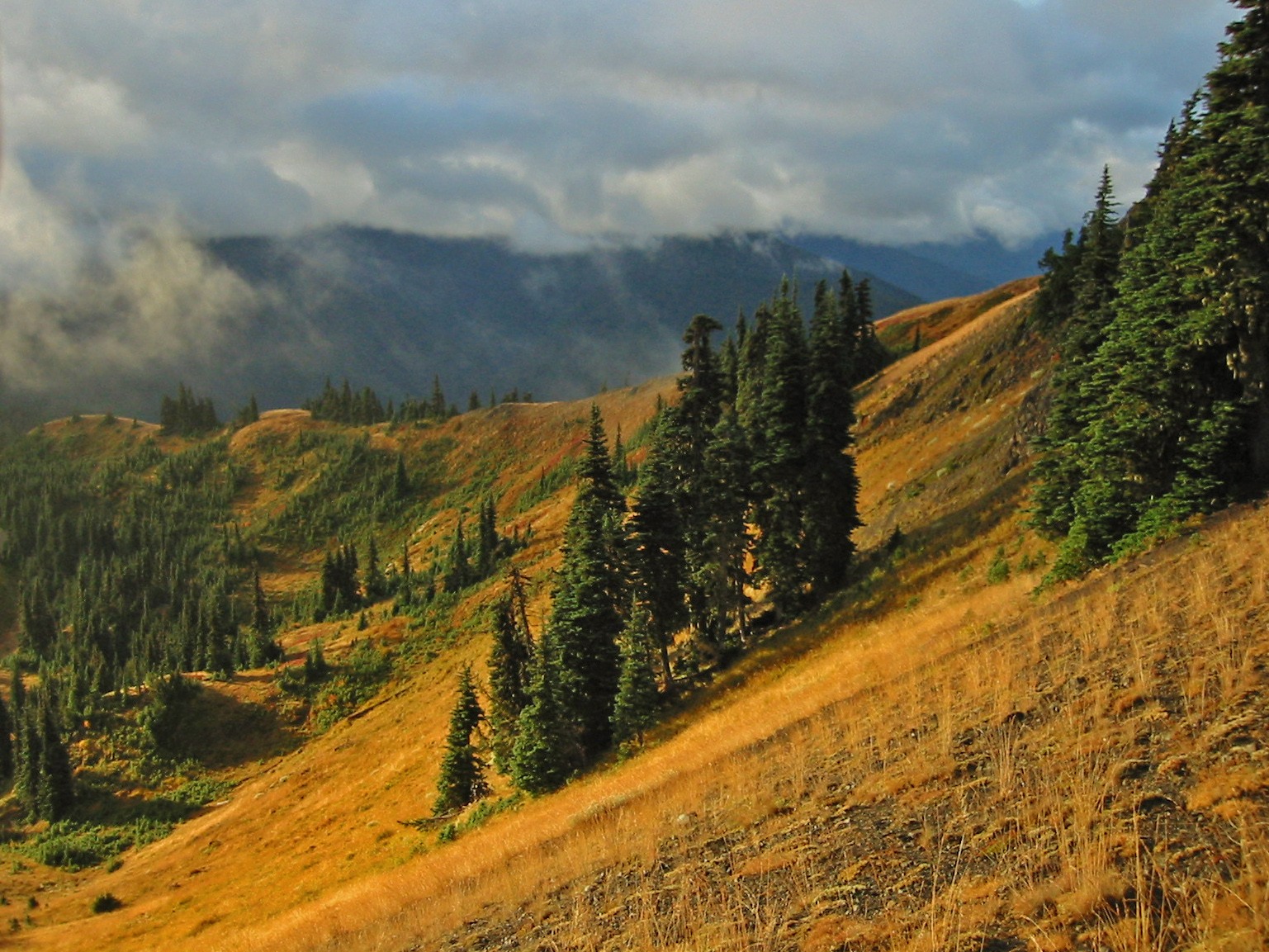
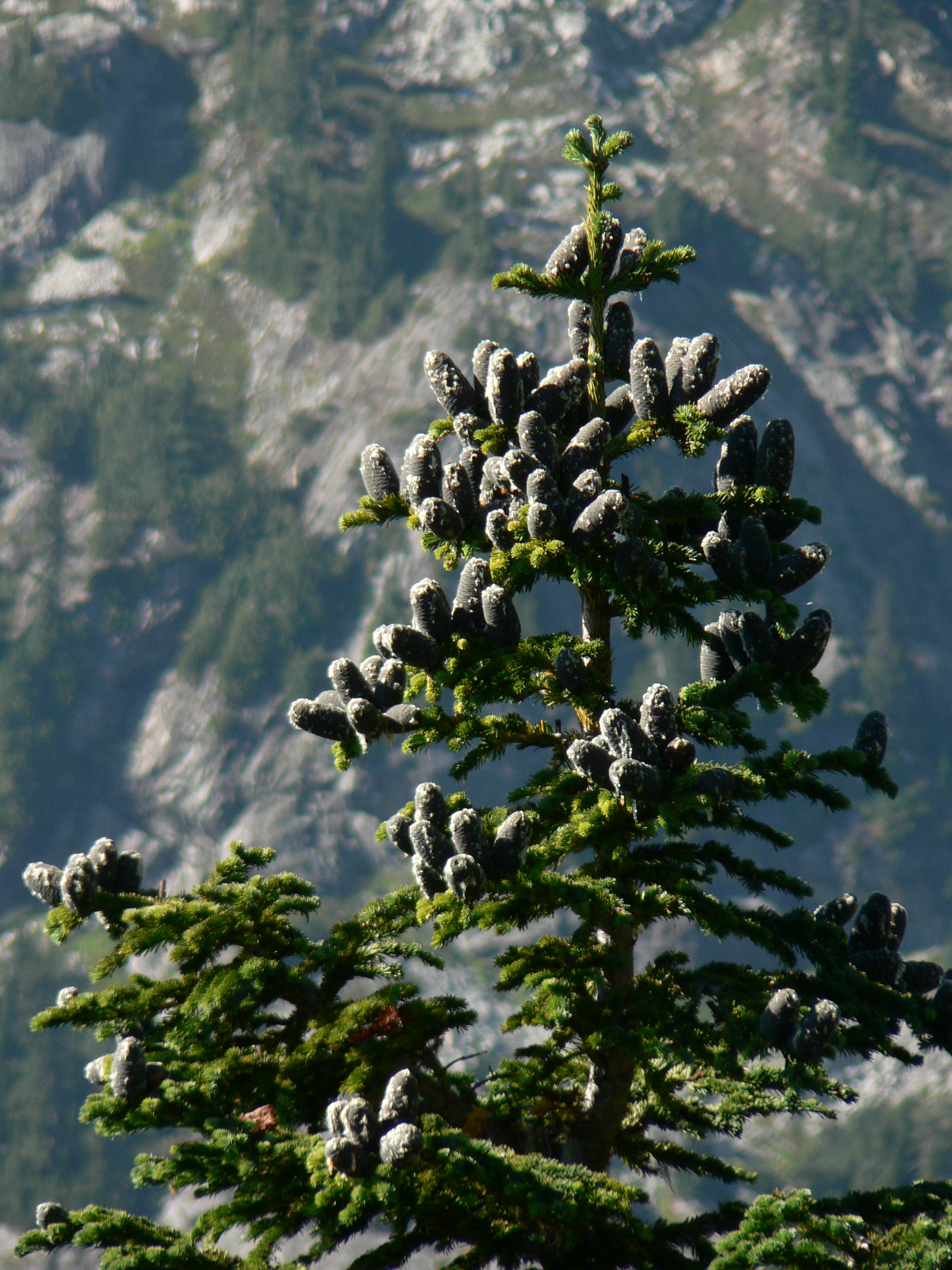
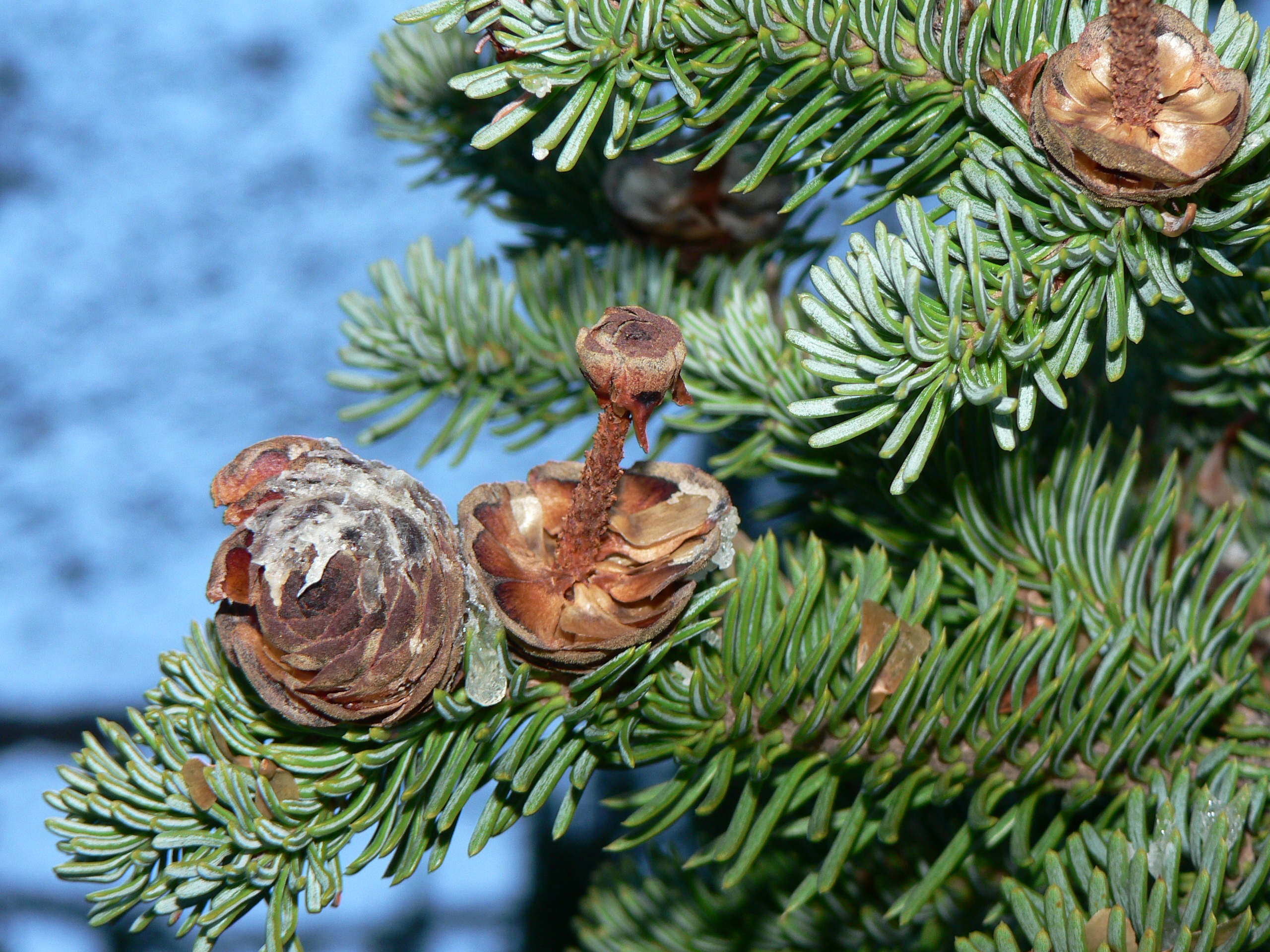
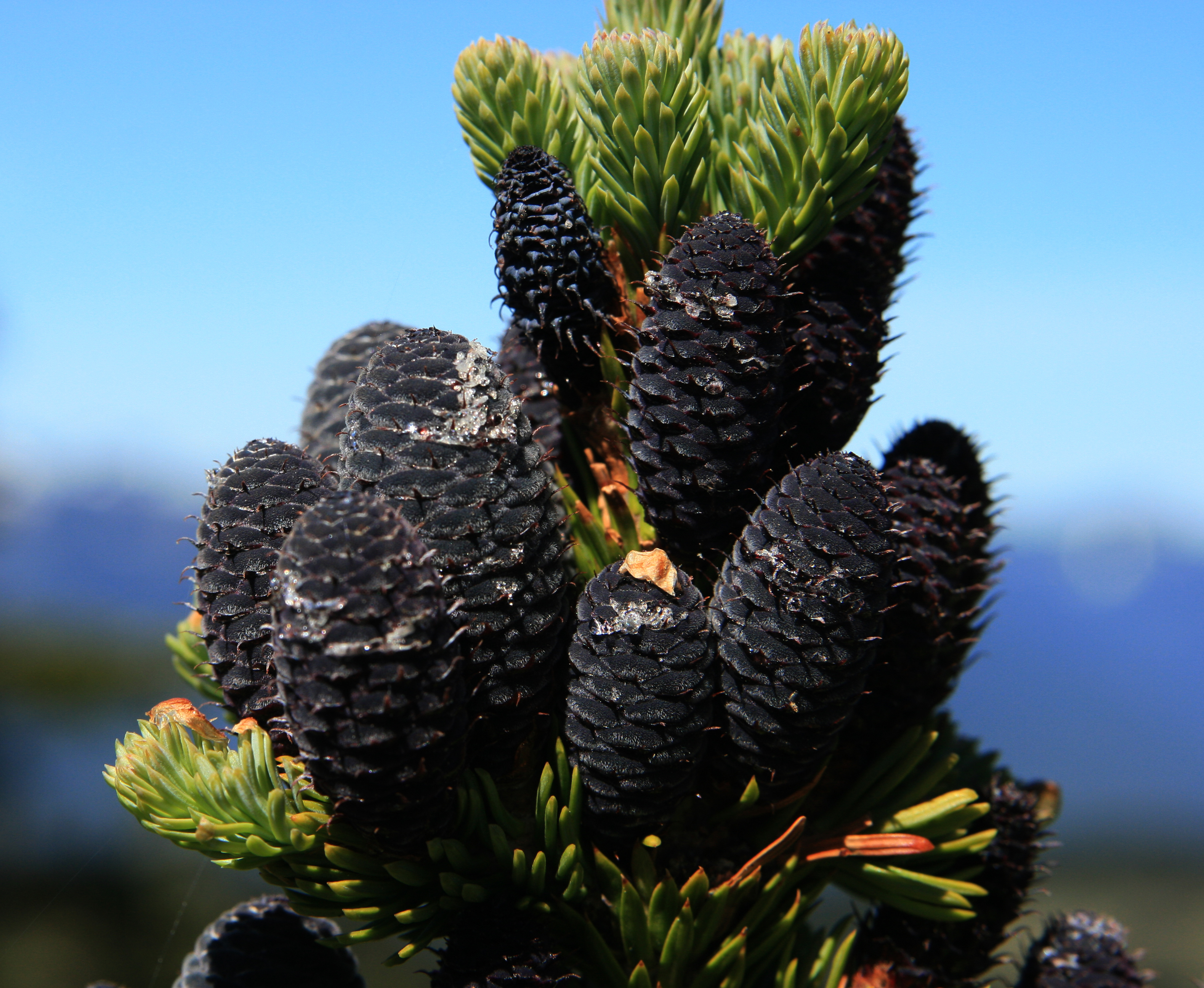
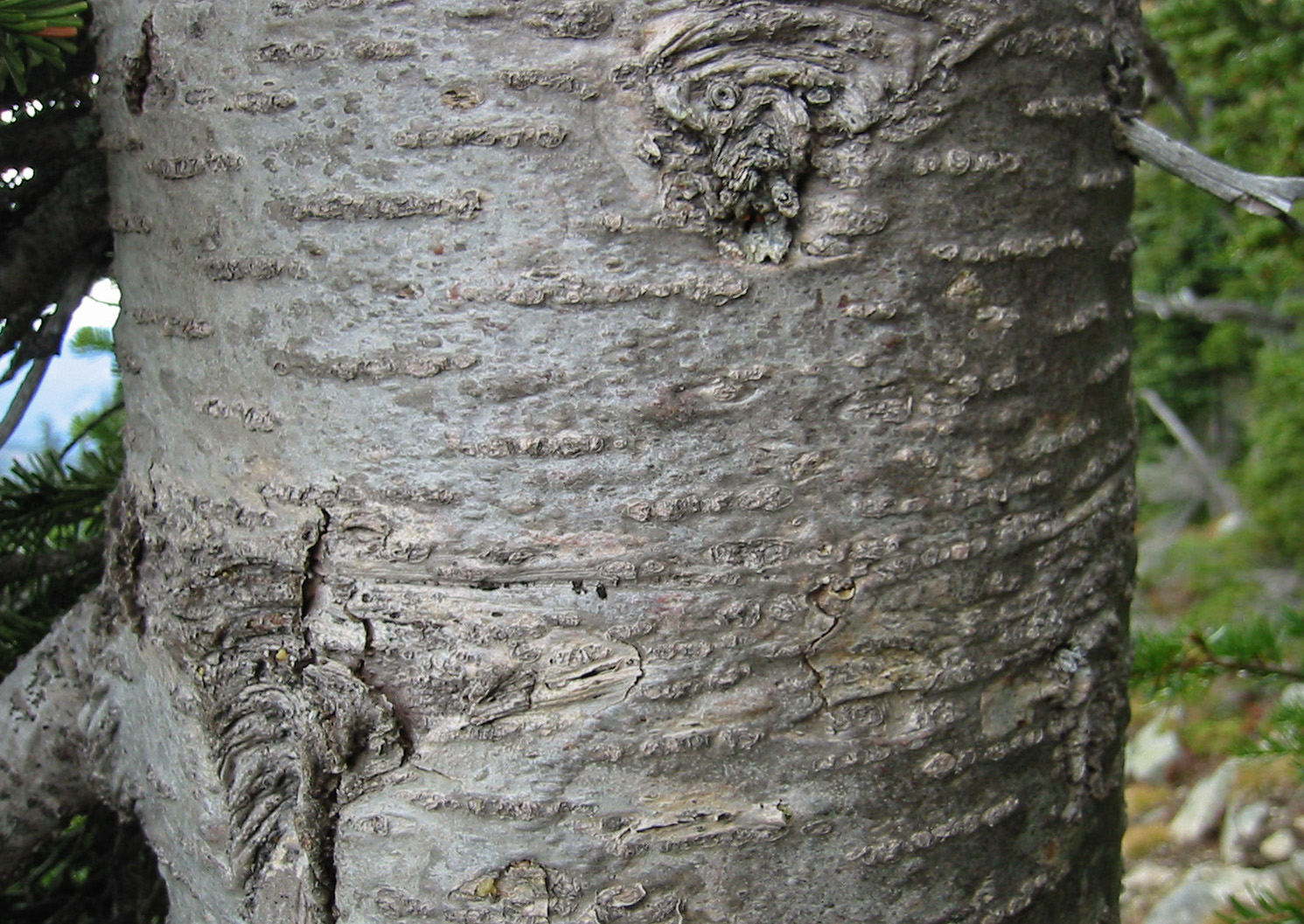
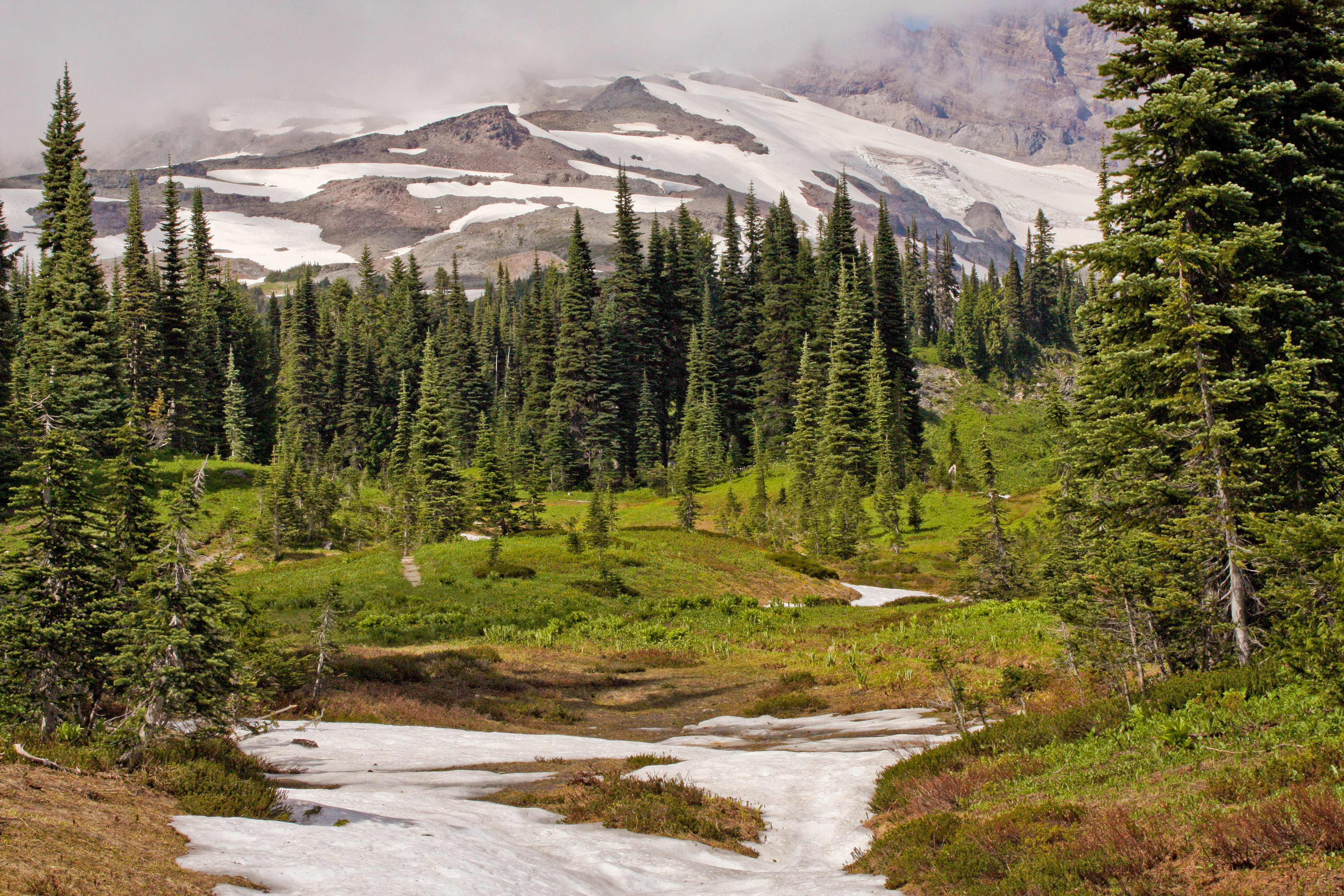